# Val IT
Le référentiel Val IT est un ensemble structuré de pratiques clés de management se rapportant à la gouvernance des systèmes d'information. Cette dernière comporte deux volets : un aspect risques, qui conduit à des pratiques d'audit et à des référentiels de bonnes pratiques comme CobiT. Et un aspect performance, insuffisamment outillé au début des années 2000.
Les concepteurs du référentiel CobiT (l'ISACA et son chapitre français l'AFAI), rapidement relayés par la structure ITGI (IT Governance Institute, associée en France à l'IGSI ou Institut de Gouvernance du SI, hébergé par le CIGREF) ont donc tenté de compléter leur approche initiale en proposant un cadre d'analyse de la performance des investissements en technologies de l'information. Un volet consacré à la sécurité et dénommé Risk IT complète le triptyque pour la génération CobiT version 4.1
Val IT offre à la Direction de l'organisation un ensemble de préconisations lui permettant d'évaluer et sélectionner les projets de développement du système d'information en fonction de leur valeur, d'une part, d'anticiper puis de suivre leur cycle de vie du point de vue économique ensuite et, par retour d'expérience, d'améliorer les méthodes employées pour l'évaluation a priori des nouveaux projets, dénommées dans ce référentiel business cases.
Depuis l'apparition de la version 5 du CobiT, en 2012, Val IT et Risk IT n'existent plus en tant que référentiels autonomes mais simplement comme volets du référentiel global de gouvernance des Systèmes d'Information.

## Objectifs et développement du référentiel
Le concept Val IT prend racine dans les travaux de l'AFAI du début des années 2000 visant à adapter certains concepts issus du tableau de bord prospectif (balanced Scorecard) à l'évaluation de la performance des systèmes d'information et à leur apport à la création de valeur par l'entreprise. Le problème de management à résoudre est le suivant :
- Depuis les travaux du Standish Group[3], il est admis que plus de la moitié des projets informatiques ne donnent pas les résultats attendus sur le plan des délais, des coûts et des fonctionnalités, quand il ne s'agit pas d'échecs purs et simples.
- Souvent, les justifications économiques (business cases) accompagnant un projet de développement du système d'information, porté soit par une direction opérationnelle soit par la direction des systèmes d'information, sont incomplètes voire inexistantes[4].
- Il est fréquent dans les grandes structures que plus de 100 projets doivent être simultanément sélectionnés puis suivis ce qui, en l'absence d'outils, limite l'efficacité du contrôle que devrait exercer la Direction Générale.

En conséquence, de nombreux projets informatiques se révèlent être des échecs car ils servent une cause qui n'est pas celle de l'entreprise (problème d'alignement stratégique) ou parce que l'entreprise a sous-estimé l'impact du projet sur l'évolution des compétences, de l'organisation, des structures ou des métiers qui doivent ou auraient dû l'accompagner.
La première version structurée du référentiel Val IT a été éditée par l'IT Governance Institute en 2006 et comprend les guides :
- ITGI, Enterprise Value : Governance of IT Investments, Rolling Meadows, 2006. Ce document de 32 pages présente les objectifs du référentiel, la notion de business case, son organisation en trois processus et quarante pratiques de management. La deuxième partie détaille les pratiques en les mettant systématiquement en correspondance avec les processus du CobiT.
- ITGI, Enterprise Value : Governance of IT Investments : The Business Case, Rolling Meadows, 2006 comporte 28 pages. Après un rappel des principes et objectifs de Val IT, ce document détaille point par point ce que devrait contenir un Business Case permettant d'évaluer un projet d'évolution du système d'information.
- ITGI, Enterprise Value : Governance of IT Investments: The ING Case Study, Rolling Meadows, 2006. Après un rappel sur les principes et objectifs, ce document présente en une quinzaine de pages une étude de cas sur les pratiques de gestion du portefeuille d'investissements informatiques en vigueur dans la banque néerlandaise ING, pratiques compatibles avec Val IT.

Une version 2.0 du référentiel a été publiée en 2008. Plusieurs guides ont été ajoutés, certains existent en traduction française ou espagnole. Le fondement du référentiel est maintenant : ITGI, Enterprise Value: Governance of IT Investments: Getting Started with Value Management, Rolling Meadows, 2008. Ce guide de 116 pages apporte par rapport à la première version :
- des précisions de vocabulaire et un alignement de ce dernier sur le CobiT : on parle de trois domaines et non plus de processus et de processus au lieu des pratiques de la version 1. Les pratiques réapparaissent alors comme sous-ensembles des nouveaux processus.
- Un modèle de maturité, concept se généralisant à tous les référentiels.
- Une vision plus détaillée des responsabilités fonctionnelles et des guides à destination des managers.

## Aperçu du contenu du référentiel
Ce référentiel reprend partiellement la logique des domaines de son parent COBIT en distinguant trois domaines de gouvernance détaillés en processus qui contiennent une ou plusieurs pratiques de management.

### Les domaines
La gouvernance de la valeur (GV ou VG pour Value Governance) a pour objectif de s'assurer que le concept de valeur est présent dans les pratiques de management de façon à assurer la cohérence avec les pratiques globales de gouvernance, à organiser le processus de décision, à fournir des directions et des indicateurs de choix des projets en portefeuille et à assurer l'apprentissage organisationnel par la vérification de l'atteinte des objectifs sur les projets terminés. Les processus de la version 2.0 sont :
- VG1 : établir un leadership informé et impliqué,
- VG2 : définir et mettre en place les processus (et les structures associées, les rôles, les responsabilités),
- VG3 : définir les caractéristiques des différents portefeuilles de projets (composition, poids relatifs...),
- VG4 : aligner et intégrer la gestion de la valeur dans la gestion financière de l'entreprise,
- VG5 : établir une surveillance efficace de la gouvernance (et identifier les dérives),
- VG6 : mettre en place un processus d'amélioration continue des pratiques.

La gestion de portefeuille (GP, ou PM pour Portfolio Management) vise à optimiser la création de valeur à travers la construction du portefeuille d'investissement. Il faut, notamment, identifier les ressources nécessaires à chaque projet, définir les seuils d'investissement, évaluer, classer puis sélectionner (ou rejeter) les projets à lancer, gérer globalement le portefeuille d'investissements sur le plan des risques et de la rentabilité, surveiller les performances et en rendre-compte. Les processus composant GP sont :
- PM1 : établir une stratégie claire et définir la structure de la cible en ce qui concerne les investissements ;
- PM2 : déterminer les sources et la disponibilité des budgets ;
- PM3 : gérer la disponibilité des ressources humaines ;
- PM4 : évaluer et sélectionner les programmes à financer ;
- PM5 : monitorer et rendre compte de la performance des portefeuilles d'investissement ;
- PM6 : optimiser la performance des portefeuilles par une revue régulière des opportunités et risques.

Enfin, la gouvernance des investissements (GI ou IM pour Investment Management ) vise à assurer la rentabilité de chaque investissement ou "programme" lié au technologies de l'information (IT Enabled), pris isolément. Il s'agit d'améliorer les compétences des managers opérationnels dans : a) l'identification des exigences de leur métier, b) la capacité d'apprécier les approches alternatives, c) la définition, rédaction et maintien des business cases détaillés au long de la vie du projet, d) l'affectation des responsabilités et de la propriété du projet, e) de la gestion du cycle de vie complet du programme, retrait inclus, f) du suivi régulier de la performance et des comptes-rendus. Ce domaine est plus détaillé que les autres :
- IM1 : développer et évaluer le business case initial du programme,
- IM2 : comprendre les implications des candidats-programmes,
- IM3 : développer le plan du programme,
- IM4 : préparer le budget sur le cycle de vie complet,
- IM5 : construire le business case complet, détaillé,
- IM6 : lancer le programme et gérer sa vie,
- IM7 : mettre à jour les portefeuilles opérationnels,
- IM8 : mettre à jour le business case à mesure de l'acquisition d'informations nouvelles,
- IM9 : monitorer le programme et rendre-compte,
- IM10 : procéder au retrait du programme en fin de vie.

### Lebusiness case
Quatre questions guident la construction du business case (4 Ares en anglais):
- Faisons-nous les choses appropriées (right things) ?  Quels objectifs métier, et le projet y contribue-t-il ?
- Faisons-nous les choses de façon appropriée (right way) ? Prise en compte les capacités de la firme.
- Les tâches sont-elles effectuées correctement (done well) ? Planification, budgets...
- En tirons-nous les bénéfices attendus ?

Le business case contient donc des éléments sur les résultats attendus (outcomes), aussi bien immédiats que différés, sur les actions (initiatives) et leurs impacts directs sur les résultats, les contributions ou impacts indirects croisés entre actions et résultats de nature différente et, enfin, les hypothèses sous-jacentes aux points précédents et qui permettent d'évaluer le risque du programme. 
La construction du business case comporte 8 phases dont 4 peuvent être menées en parallèle :
- Collation de toutes les informations jugées pertinentes sur le programme,
- Analyse de l'alignement stratégique (objectifs du programme rapportés à la stratégie de l'organisation), en parallèle avec la détermination des bénéfices financiers, des bénéfices non financiers (image...) et une analyse des risques du projet.
- Approbation des éléments et optimisation sur le plan du rendement et des risques.
- Enregistrement des résultats d'analyse et rédaction de la documentation du cas.
- Revue régulière du cas pendant toute l'exécution du programme, en tenant compte de tous ses impacts, y compris retardés.

## Les quatre questions à se poser lors de sa création

### Les questions fondamentales
La question stratégique : Faisons nous ce qu’il faut ?
L’investissement :
- Est-il conforme à notre vision
- Correspond-il à nos enjeux métier
- Contribue-t-il à nos objectifs stratégiques
- Génère-t-il une valeur optimale, à un coût supportable, pour un niveau de risque acceptable

La question architecture : Le faisons-nous comme il faut ?
L’investissement :
- Est-il conforme à notre architecture ?
- Correspond-il à nos principes d’architecte ?
- Contribue-t-il à donner du contenu à notre architecture ?
- Est-il conforme à nos autres initiatives ?

### À propos de la valeur fournie par les systèmes d’informations
La question de la réalisation : Le faisons-nous faire comme il faut ?
Disposons-nous :
- D’un management efficace et rigoureux
- De processus de gestion des réalisations et des modifications efficace
- De moyen techniques et métier suffisants et disponibles pour proposer les compléments nécessaires

La question de la valeur : En obtenons nous les bénéfices ?
Avons-nous :
- Une compréhension claire et partagée des bénéfices attendus
- Des responsabilités « métier » clairement établies pour la réalisation des bénéfices
- Des métriques pertinentes
- Un processus de réalisation de bénéfices efficaces

## Support et limites
Val IT est récent et n'est pas encore aussi reconnu dans les organisations que son parent CobiT. Il a tout de même fait l'objet de quelques conférences et de plusieurs présentations sur des sites professionnels. Par ailleurs, des formations combinées CobiT / Val IT sont proposées depuis peu par des sociétés de conseil ou par des SSII reconnues.
Enfin, L'éditeur Microsoft a récemment publié un comparatif de son propre référentiel MOF (Microsoft Operations Framework) avec le couple CobiT / Val IT : on y détaille l'impact des deux approches sur le succès des projets de développement sur le plan de la gouvernance, de la maîtrise des risques et de la conformité.